# Prascorsano
Prascorsano is een gemeente in de Italiaanse provincie Turijn (regio Piëmont) en telt 801 inwoners (31-12-2004). De oppervlakte bedraagt 6,3 km², de bevolkingsdichtheid is 127 inwoners per km².

## Demografie
Prascorsano telt ongeveer 362 huishoudens. Het aantal inwoners steeg in de periode 1991-2001 met 0,3% volgens cijfers uit de tienjaarlijkse volkstellingen van ISTAT.
| Jaar | Inwoneraantal |
| ---- | ------------- |
| 1991 | 754           |
| 2001 | 756           |

## Geografie
Prascorsano grenst aan de volgende gemeenten: Cuorgnè, San Colombano Belmonte, Canischio, Pratiglione, Valperga, Pertusio, Rivara.
1. ↑  https://demo.istat.it/?l=it.